# Hauser Dániel
Hauser Dániel (Budapest, 1986. augusztus 22. –) magyar labdarúgó, középpályás poszton játszik. 15-szörös magyar utánpótlás-válogatott és NB II-es ligaválogatott.

## Pályafutása

### Klubcsapatokban
Ifjúsági játékosként budapesti klubokban (BVSC, Újpest FC, Vasas SC) kezdte elsajátítani a labdarúgást. 2005-től 2009-ig volt az MTK igazolt játékosa és a felnőtt csapatban is játszhatott. 2006. április 7-én szerepelt először NB I-es mérkőzésen, a Honvéd elleni gól nélküli döntetlennel zárult találkozón. A 34. percben Zabos Attila helyére cserélték be. Még ugyanebben az évben kölcsönadták az NB II-ben szereplő Soroksárnak, ahol két teljes évadot játszott végig. Ezt követően visszatért a fővárosi kék-fehérekhez, ahol néhány élvonalbeli ligamérkőzésen még szóhoz jutott, de főleg az MTK NB II-es tartalék csapatában kapott helyet, ahol 38 alkalommal lépett pályára. 2009-ben részleges bokaszalag-szakadást szenvedett. Felépülése után 2010-ben az NB II-es ligaválogatott keretébe is beválogatták.
2011 nyarán igazolt a Dorogra ahol 2018-ig szerepelt. Csapatával 2016-ban feljutott a másodosztályba. 2016 augusztusában részleges bokaszalag-szakadást szenvedett, emiatt több hetes kihagyásra kényszerült.

### A válogatottban
2002 és 2003 között tagja volt a magyar U-17-es válogatottnak. 15 alkalommal ölthette magára a címeres mezt. Részt vett a Portugáliában rendezett Európa-bajnokságon.

## Sikerei, díjai
Dorogi FC
- Magyar bajnokság – NB III
  - 3.: 2015–16 (NB II-es feljutás is egyben)